# Френклин Парк (Илиноис)
Френклин Парк (енгл. Franklin Park) град је у америчкој савезној држави Илиноис.

## Демографија
По попису из 2010. године број становника је 18.333, што је 1.101 (-5,7%) становника мање него 2000. године.
| Група             | 2000.          | 2010.         |
| Белци             | 11.251 (57,9%) | 9.573 (52,2%) |
| Афроамериканци    | 147 (0,8%)     | 233 (1,3%)    |
| Азијати           | 481 (2,5%)     | 565 (3,1%)    |
| Хиспаноамериканци | 7.399 (38,1%)  | 7.902 (43,1%) |
| Укупно            | 19.434         | 18.333        |